# 富拉
富拉（法語：Fouras，法語發音：[fuʁa]）是法国滨海夏朗德省的一个市镇，位于该省西部，三面环海，属于罗什福尔区和罗什福尔城市公共社区。

## 地理
富拉（45°59'16"N, 1°5'35"W）面积9.51 平方千米，位于法国新阿基坦大区滨海夏朗德省，该省份为法国西部滨海省份，北起旺代省，西临大西洋，南至吉倫特省，东南接多爾多涅省，东北接德塞夫勒省接壤，东临夏朗德省。
与富拉接壤的市镇（或旧市镇、城区）包括：伊勒代克斯、圣洛朗德拉普雷、伊沃、巴尔克港。

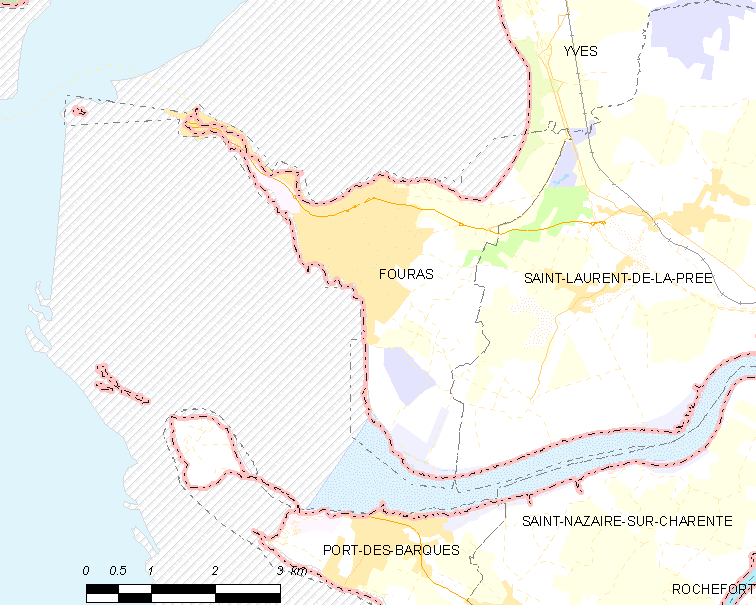
富拉的OSM定位图

富拉的时区为UTC+01:00、UTC+02:00（夏令时）。

## 行政
富拉的邮政编码为17450，INSEE市镇编码为17168。

## 政治
富拉所属的省级选区为沙泰拉永普拉日县。

## 人口

1962-2008年间富拉人口变化图示

富拉于2022年1月1日时的人口数量为4124人。